# Ryegate (Montana)
Ryegate è una città degli Stati Uniti d'America situata in Montana, nella contea di Golden Valley.